# Santos Rubio
Santos Daladier Rubio Morales, más conocido como Santos Rubio  (La Puntilla, Pirque, 4 de diciembre de 1938 - San Juan, Pirque, 24 de mayo de 2011) fue un payador, poeta, cantor popular y «guitarronero» chileno. Obtuvo el Premio a la Música Nacional Presidente de la República en 2004.

## Biografía
Ciego desde su primer año de vida, y a pesar de provenir de una familia de 13 hermanos, (destaca entre ellos Alfonso, también payador) tuvo una educación meritoria dedicándose tempranamente a manejo de distintos instrumentos musicales como el arpa, el acordeón de botones y teclado, la guitarra, el guitarrón chileno, la vihuela, la mandolina y el cuatro venezolano. Desde los 15 años adoptó el guitarrón transformándose en una de sus principales exponentes. Gracias a su familia de antigua tradición como cantores populares del "canto a lo divino"  pudo sustentarse cantando principalmente en "velorios de angelitos" donde generalmente contrataban poetas cantores para amenizar.
Santos Rubio fue un precursor en llevar la música de los cantores populares a las nuevas tecnologías, grabando un disco en los años 50 con este género musical, trabando amistad con la folclorista Violeta Parra y cantando además el disco "Cantos por travesura" con Víctor Jara.
Invitado semipermanete de cuanto encuentro de payadores se realizaban, durante sus últimos años trabajó difundiendo su arte entre los niños de Pirque y el mundo académico en el Departamento de Extensión y en la Facultad de Artes de la Universidad de Chile

## Obras
- En 1960? grabó un contrapunto inspirado en el "encuentramiento" del maulino Mulato Taguada y el terrateniente Javier de la Rosa.
- En 1973 participó en "Cantos por travesura" con Víctor Jara y Pedro Yáñez.[1]
- Disco "Encuentro de payadores (1981)" con Benedicto "Piojo" Salinas, Pedro Yáñez Jorge Yáñez (no tienen parentesco, el último es conocido folclorista y actor de TV).[2]
- En 1990 publican el casete "Cuatro payadores chilenos"  donde improvisan dos pares de hermanos: Pedro y Fernando Yáñez contra Santos y Alfonso Rubio.
- En 2000 publicó el disco "El guitarrón chileno, herencia musical de Pirque" y el mismo año "Poetas populares de Chile y Perú"
- El 2004 aparece "Los 4 de la Rosa" un encuentro de payadores, con Alfonso Rubio, Jorge Yáñez y Bigote Villalobos.